# Nepytia disputata
Nepytia disputata är en fjärilsart som beskrevs av James Halliday McDunnough 1940. Nepytia disputata ingår i släktet Nepytia, och familjen mätare. Inga underarter finns listade i Catalogue of Life.